# Pointe du Hoc
La Pointe du Hoc (francouzská výslovnost: [pwɛ̃t dy ɔk]) je skalní ostroh s 35metrovým útesem u Lamanšského průlivu na severozápadním pobřeží Normandie v departementu Calvados ve Francii.
Během druhé světové války byla na Pointe du Hoc umístěna řada německých bunkrů a kulometných stanovišť. Před invazí do Normandie německá armáda oblast opevnila betonovými kasematami a dělovými jámami. V den D na Pointe du Hoc zaútočila Provizorní skupina Ranger armády Spojených států amerických a po překonání útesů ho dobyla. Generálové Spojených států amerických včetně Dwighta D. Eisenhowera stanovili, že na místě sídlí dělostřelectvo, které by mohlo zpomalit útoky na nedaleké pláže.

## Pozadí

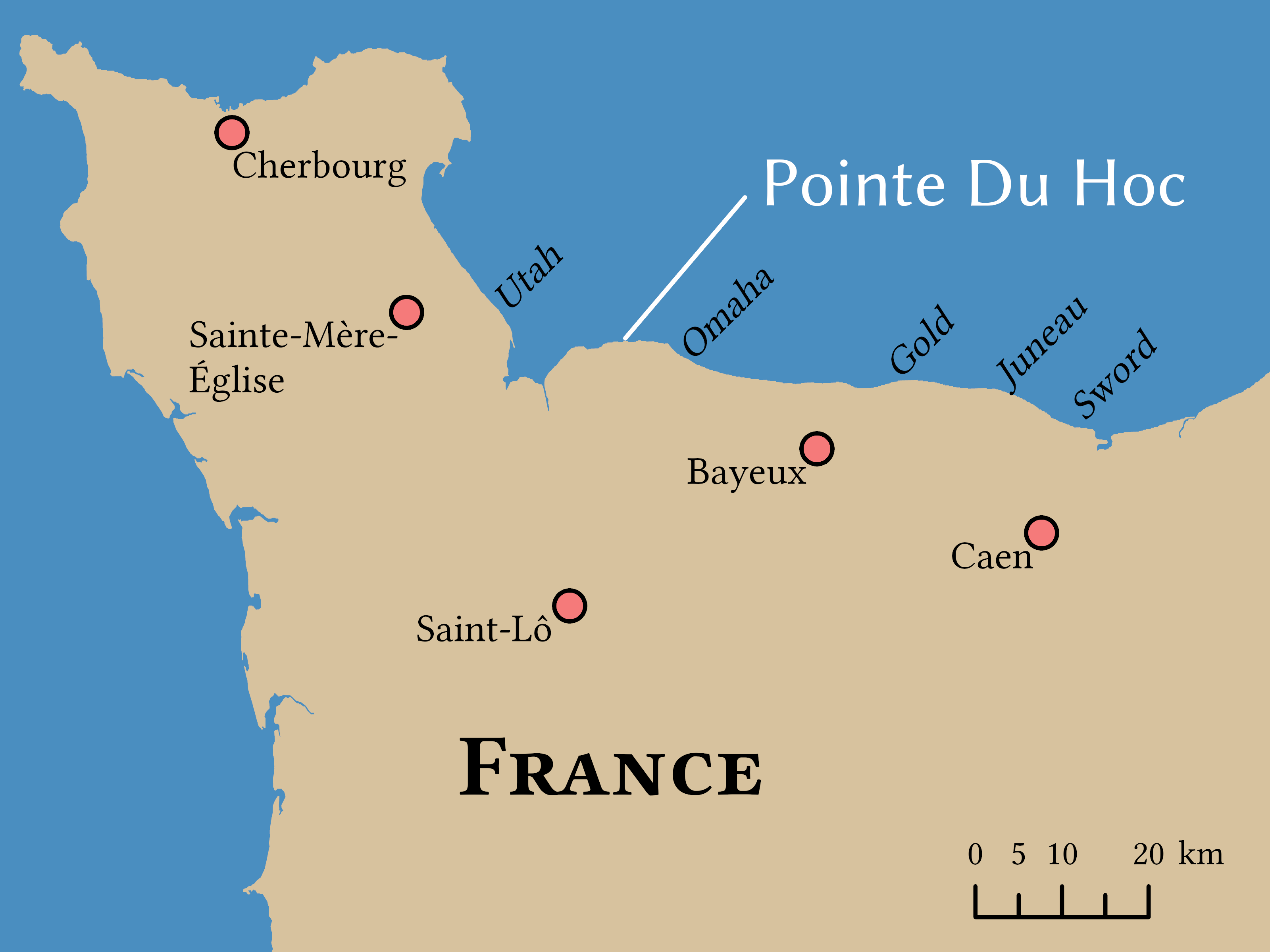
Umístění Pointe du Hoc

Pointe du Hoc leží 6,5 km západně od středu pláže Omaha. Jako součást opevnění Atlantického valu bylo toto prominentní místo na vrcholu útesu opevněno Němci.
Baterie byla původně postavena v roce 1943 pro šest ukořistěných francouzských historických děl GPF 155mm K418(f) z první světové války umístěných v otevřených betonových dělových jámách. Byla obsazena 2. baterií armádního praporu pobřežního dělostřelectva 1260 (Heeres-Küsten-Artillerie-Abteilung 1260 nebo 2/HKAA.1260). K obraně skalního ostrohu před útokem byly u baterie umístěny také části 352. pěší divize.

## Předehra

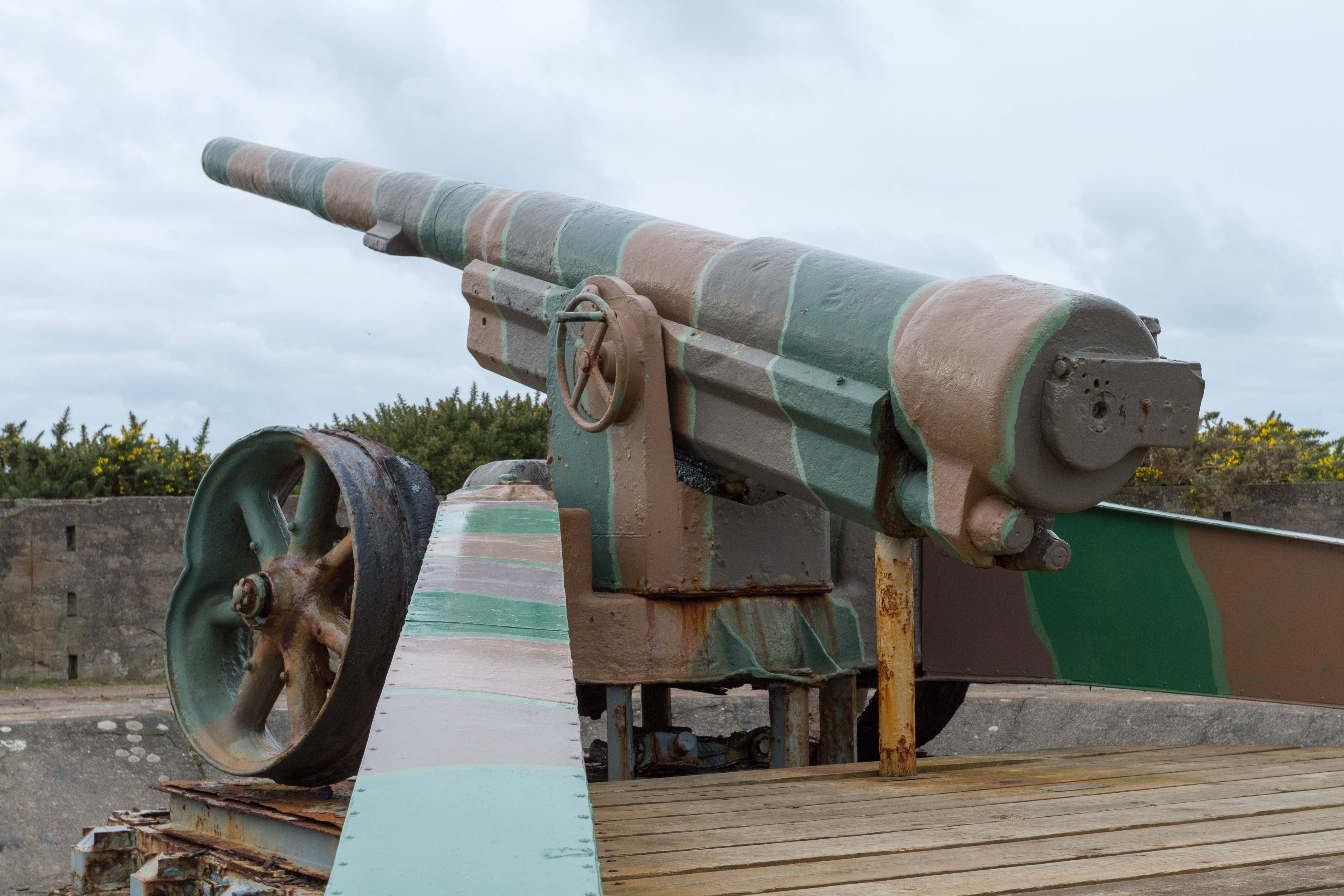
U Atlantického valu na Jersey je zachováno 15,5 cm dělo K 418(f), typu používaného v baterii Pointe du Hoc

Pro zajištění zvýšené obranyschopnosti začali Němci na jaře 1944 zdokonalovat obranu baterie, přičemž byly zahájeny práce na uzavření betonových kasemat H671 a přemístění starších 155mm děl. V plánu bylo postavit šest kasemat, ale když bylo místo napadeno, dvě ještě nebyly dokončené. Kasematy byly postaveny nad a před kruhovými dělovými jámami, ve kterých byla umístěna 155mm děla.
Postaven byl také pozorovací bunkr H636 a lafety L409a pro 20mm protiletadlová děla Flak 30. 155mm děla by po dokončení ohrozila vylodění Spojenců na plážích Omaha a Utah, čímž by vyloďovací sily riskovaly těžké ztráty.
V měsících před dnem D zaznamenala Spojenecká zpravodajská služba, že Němci postupně odstraňovali svá děla a znovu budovali čtyři kasematy s výhledem na pláž Utah a možností umístění dvou 155mm děl na otevřených stanovištích. Během přípravy na operaci Overlord rozhodl podplukovník James Earl Rudder, že Pointe du Hoc by mělo být napadeno pozemními silami, aby Němci nemohli používat kasematy.
Zveřejněné dokumenty v amerických archivech ukazují, že Rudder před přistáním věděl, že kasematy jsou nedokončené a pouze dvě jsou konstrukčně blízko k tomu, aby byly připraveny. Zůstávají tak i dnes. Americký 2. a 5. prapor rangerů dostal za úkol zaútočit na pevný bod v den D co nejdříve. Části 2. praporu zaútočily na Pointe du Hoc, ale zpoždění znamenalo, že zbytek 2. praporu a celý 5. prapor přistály na pláži Omaha jako jejich sekundární vyloďovací pozice.
Ačkoli Němci z Pointe du Hoc odstranili hlavní zbraně, předmostí byla ostřelována polním dělostřelectvem z nedaleké baterie Maisy, na kterou střílel těžký křižník HMS Hawkins. Znovuobjevení baterie v Maisy ukázalo, že byla až do 9. června 1944 zodpovědná za palbu na spojenecká předmostí.

## Následky
Na konci dvoudenní akce byla počáteční výsadková síla více než 225 Rangerů snížena na asi 90 bojujících mužů. Po bitvě byli někteří Rangers přesvědčeni, že se bojů na německé straně účastnili francouzští civilisté. Řada francouzských civilistů obviněných ze střelby na americké síly nebo z fungování jako dělostřelečtí pozorovatelé pro Němce byla popravena.

## Časová osa

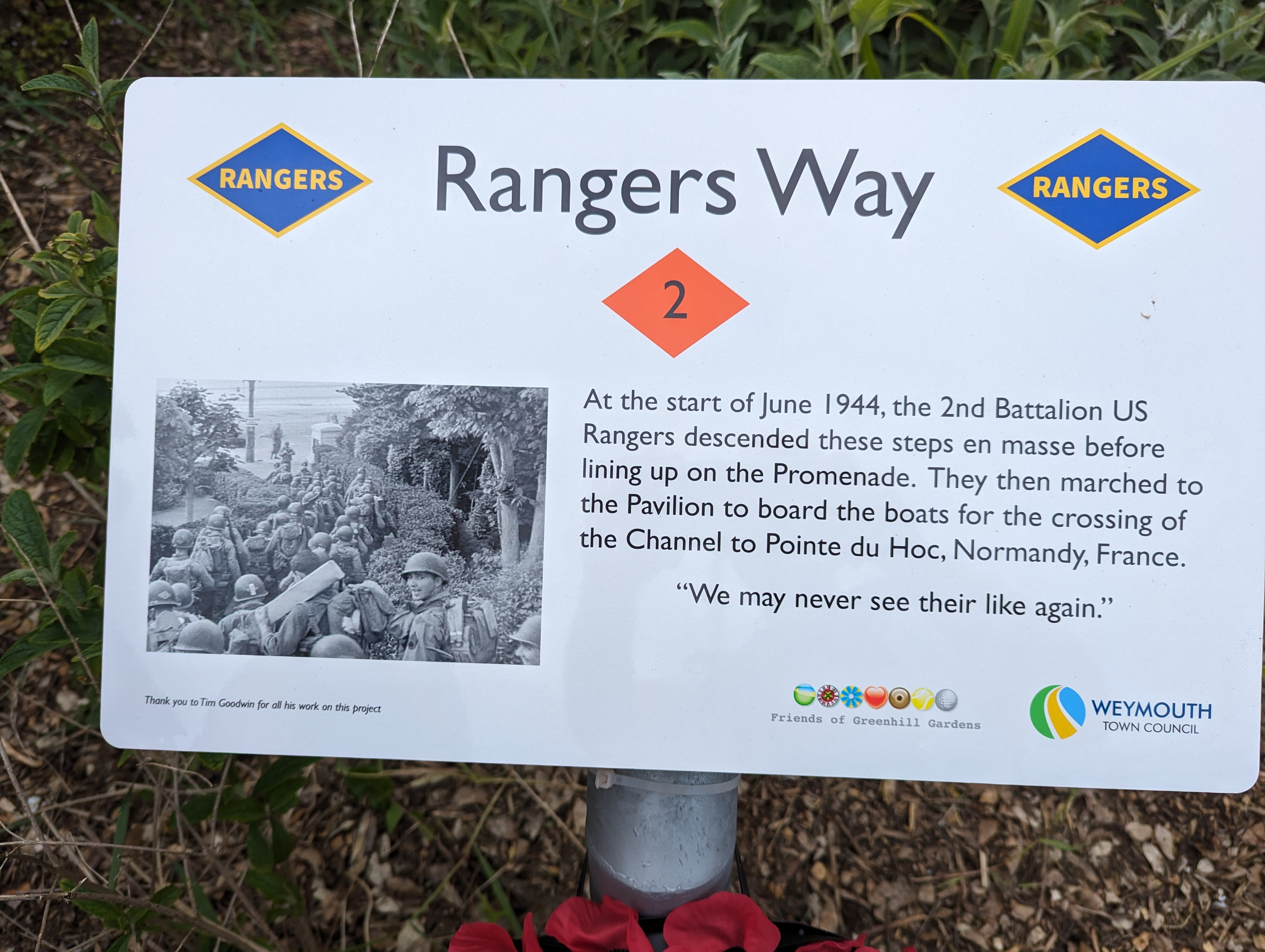
Rangers odjíždějící z Weymouthu ve Spojeném království na cestě do Pointe de Hoc

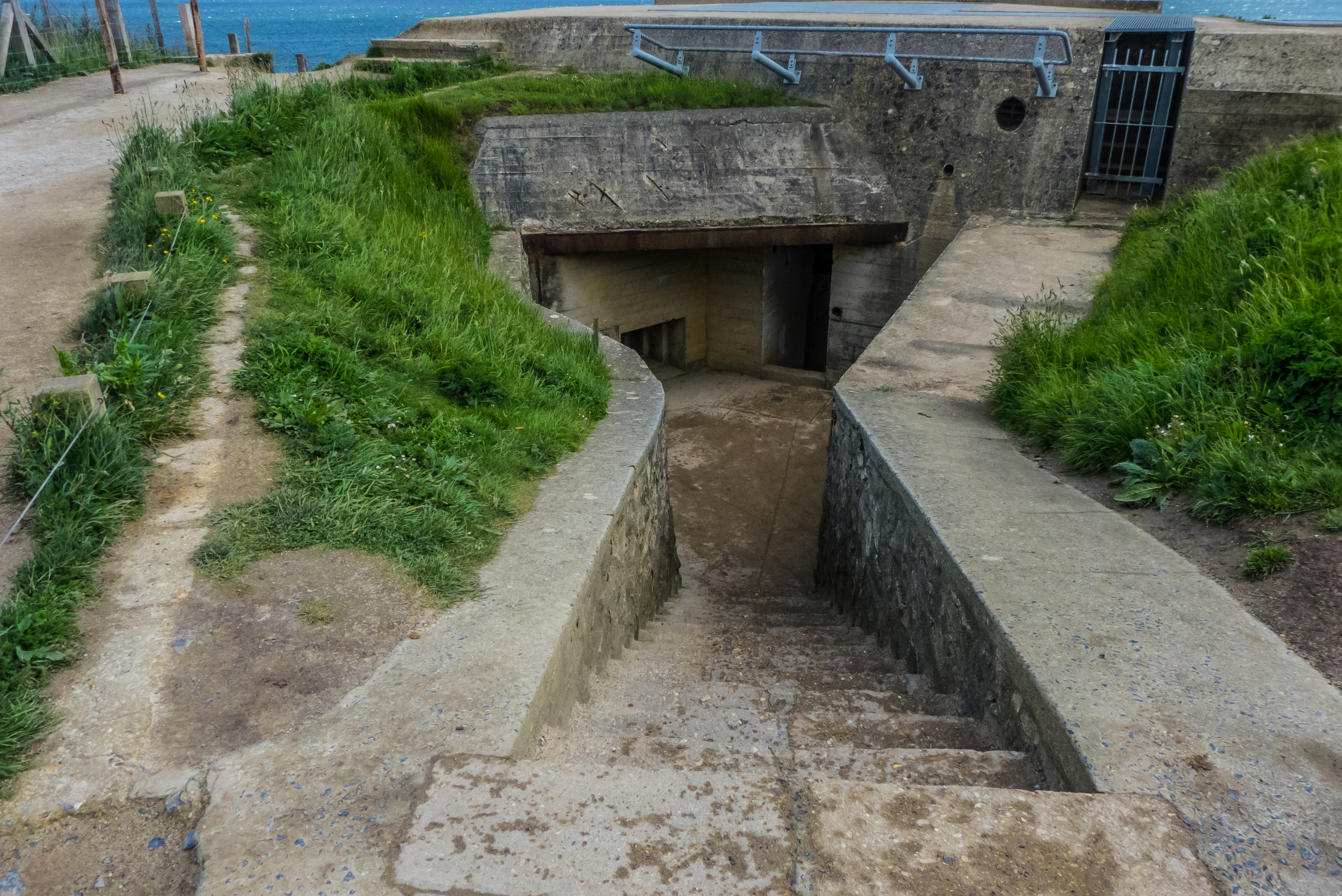
Pozorovací bunkr na Pointe du Hoc

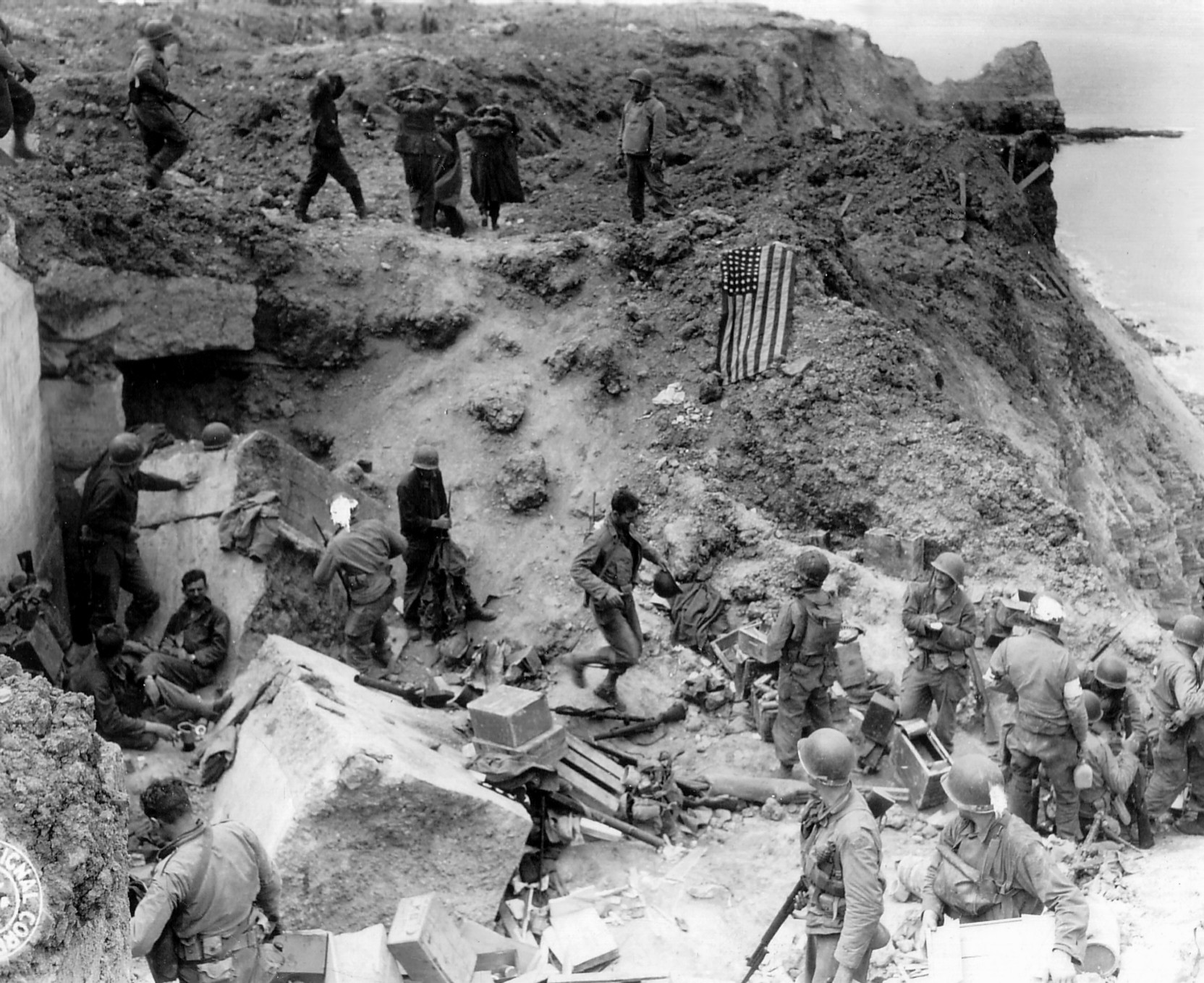
D+2 poté, co záchranné síly dosáhly Rangers. Americká vlajka byla rozprostřena, aby zastavila palbu přátelských tanků přijíždějících z vnitrozemí.

6. června 1944
06:39 – hodina H – roty D, E a F 2. praporu Ranger se ve flotile dvanácti plavidel přibližují k pobřeží Normandie.
07:05 – Silný příliv a navigační chyby znamenají, že počáteční útok dorazí pozdě a 5. prapor Ranger stejně jako roty A a B z 2. praporu se v odchylce od původního plánu přesunou na pláž Omaha.
07:30 – Rangers se probojují nahoru po útesu a dostanou se na vrchol a přes baterii se začnou střetávat s Němci. Zjišťují, že kasematy jsou prázdné.
08:15 – Přibližně 35 Rangers dosáhne silnice a vytvoří zátaras.
09:00 – Pět německých děl je lokalizováno a zničeno pomocí termitových granátů.
Po zbytek dne Rangers odrazí několik německých protiútoků.
Během večera se jedna hlídka z 5. praporu Rangers, která přistála na pláži Omaha, probojovala a připojila k Rangers na Pointe du Hoc.
7. června 1944
Rangers nadále brání ještě menší území na Pointe du Hoc proti německým protiútokům.
Odpoledne – Četa Rangers přijíždí na tankovou výsadkovou loď, se zraněnými.
8. června 1944
Ráno – Rangers jsou vystřídáni vojáky přijíždějícími z pláže Omaha.

## Památka
Pointe du Hoc nyní nabízí památník a muzeum věnované bitvě. Mnoho z původních opevnění zůstalo na místě a místo zůstává poseté množstvím kráterů po bombách. Dne 11. ledna 1979 bylo toto 13hektarové pole převedeno pod americkou kontrolu a jeho údržbou byla pověřena American Battle Monuments Commission.

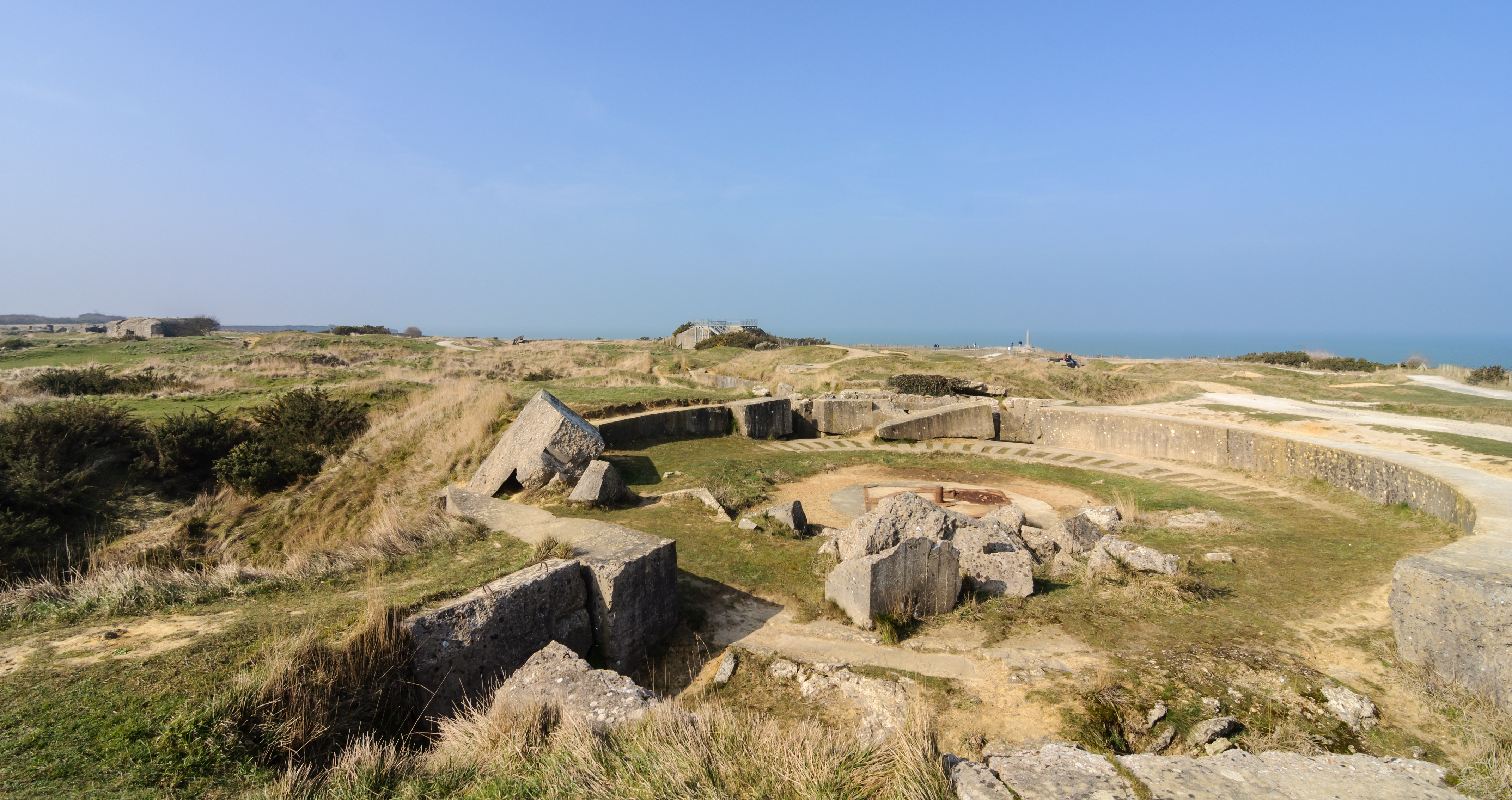
Část dnešního místa, se zbytky dělové jámy v popředí.
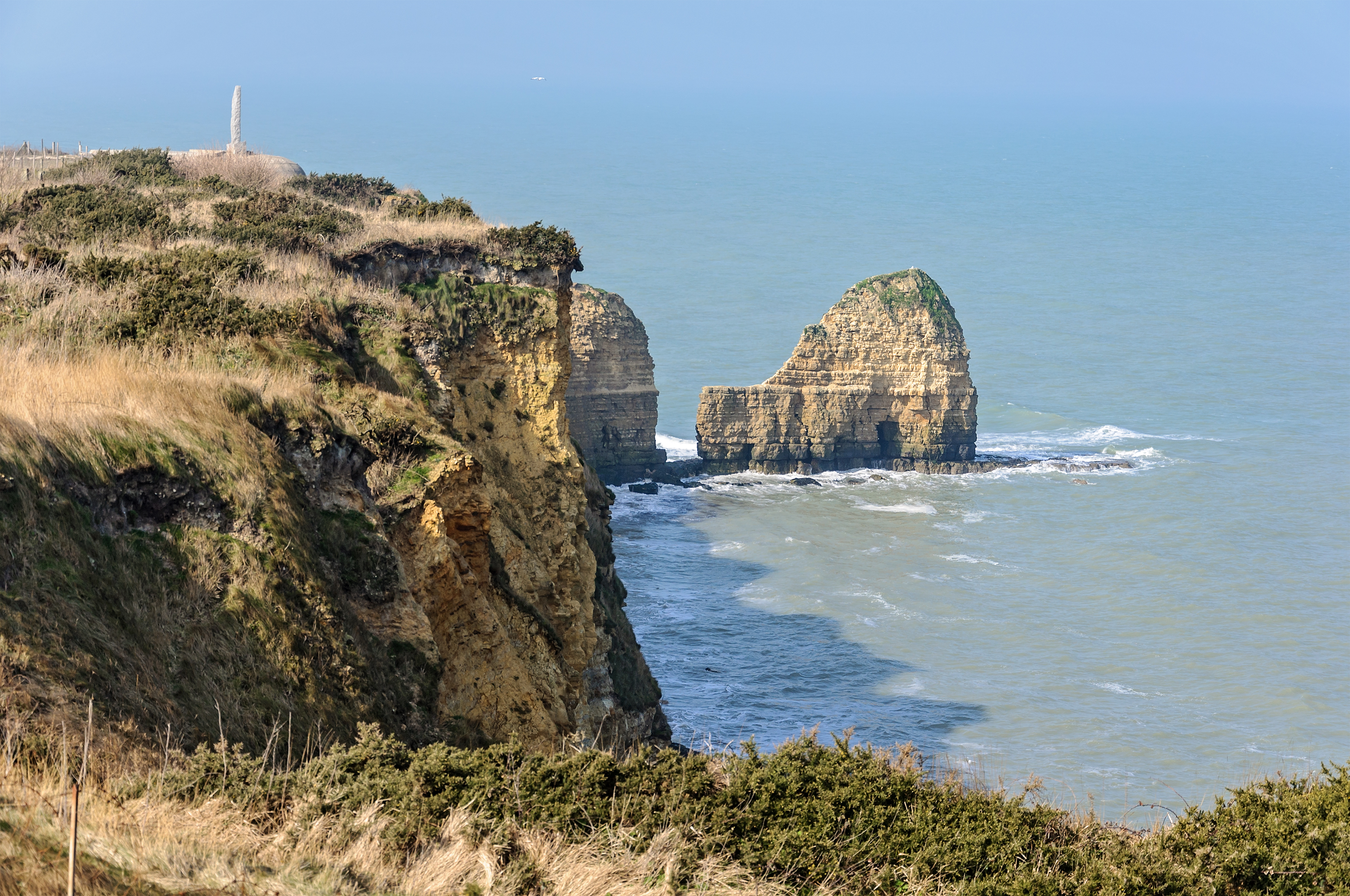
Pointe du Hoc, současný pohled, při pohledu z jihovýchodu.
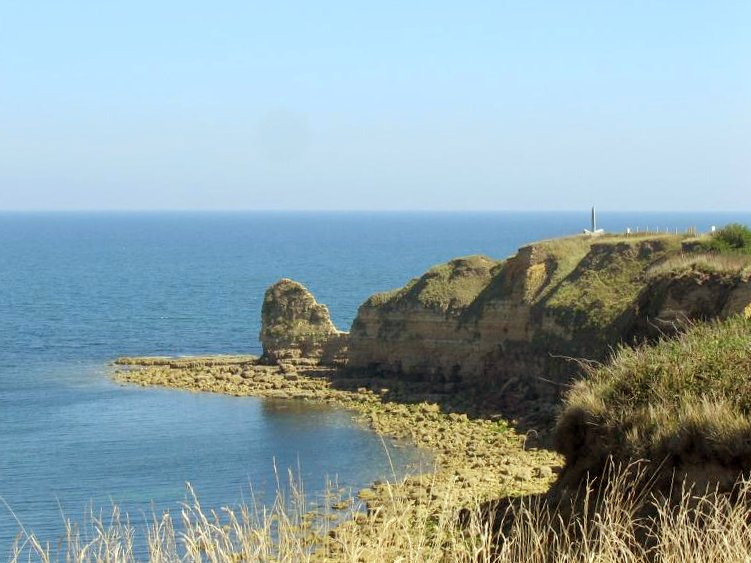
Současný pohled na útes Pointe du Hoc s památníkem vpravo nahoře.
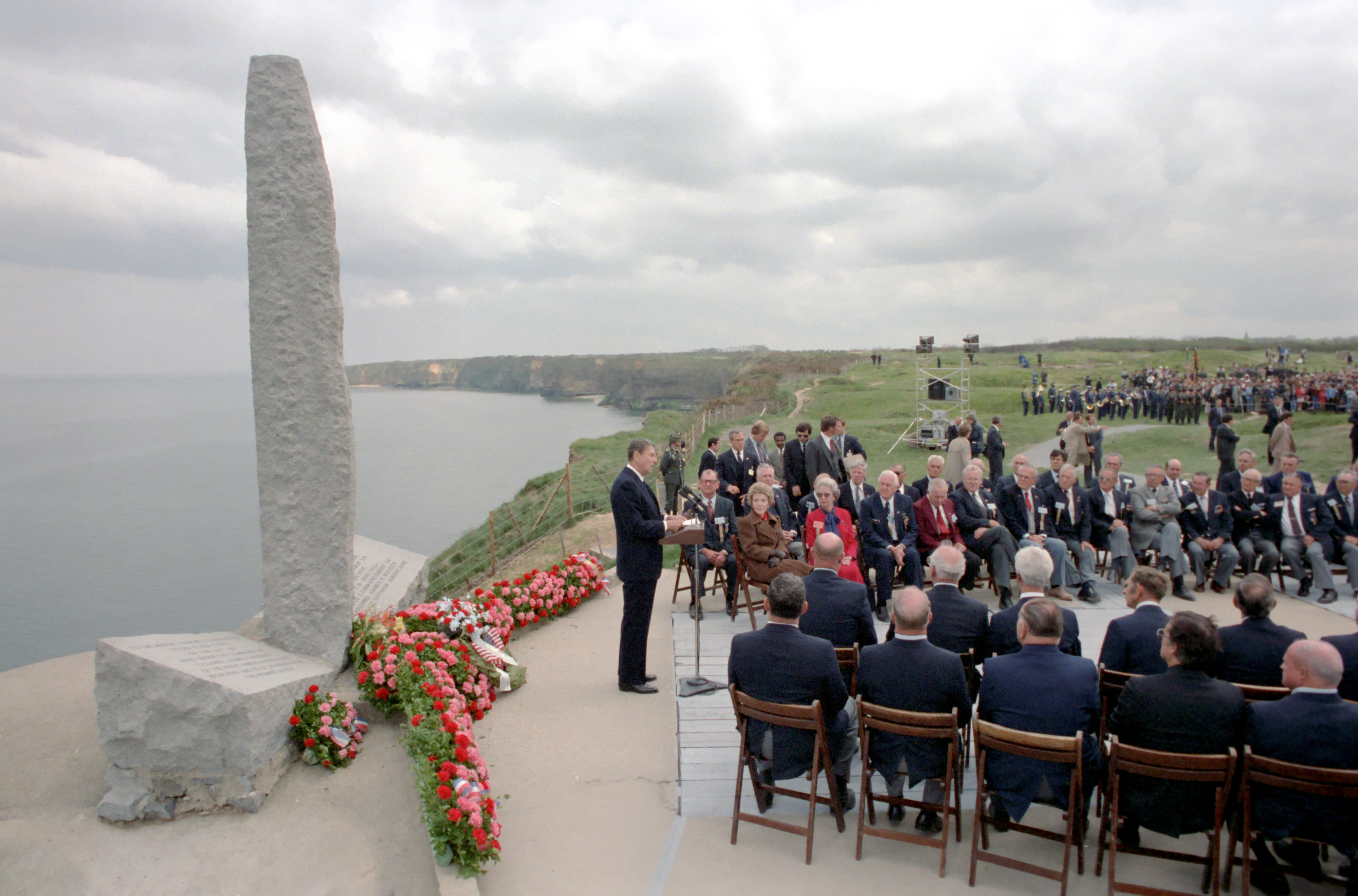
Americký prezident Ronald Reagan pronesl projev[9] ke 40. výročí této události.